# Nguyễn Hữu Ba
Nguyễn Hữu Ba (1914 - 1997), là nhạc sĩ tân nhạc, nhà nghiên cứu, nhạc sư cổ nhạc Việt Nam, nguyên Giám đốc Trường Quốc gia Âm nhạc Huế, nguyên Phó Chủ tịch Ủy ban Mặt trận Tổ quốc Việt Nam TP.Hồ Chí Minh; Phó Chủ tịch Hội Âm nhạc TP.Hồ Chí Minh.

## Tiểu sử
Nguyễn Hữu Ba sinh tại làng Đạo Đầu, huyện Triệu Phong, tỉnh Quảng Trị và mất năm 1997 tại Thành phố Hồ Chí Minh, hưởng thọ 83 tuổi. Tuy sinh ra tại Quảng Trị nhưng suốt cuộc đời và sự nghiệp của ông đã gắn liền với cố đô Huế.
Năm lên  8  tuổi ông bắt đầu học đàn. Năm 16 tuổi ông đã hòa nhạc cổ thu vào dĩa Beka của Đức.
Năm 1932 ông áp dụng ký âm pháp Tây phương vào cổ nhạc Việt Nam ở Huế. Công trình của ông rất được nhiều người tán thưởng. Năm 1938 ông đậu thủ khoa đàn nhị. Trong thời kỳ kháng chiến chống Pháp, ông tham gia cách mạng tại Huế,, tổ chức bố trí vào công tác ở Đoàn Văn hoá Xây dựng thuộc Thành uỷ Huế, hoạt động yêu nước cùng với giáo sư Tôn Thất Dương Kỵ, kỹ sư Nguyễn Hữu Đính, bác sĩ Thân Trọng Phước… và nhiều lần bị địch bắt giam. Năm 1949, tại Huế ông sáng lập Tỳ Bà Trang, sau đổi là Tỳ Bà Viện nhằm chấn hưng và cải tổ nền âm nhạc cổ truyền. Ông được triều đình Huế tặng thưởng huy chương Long Bội Tinh và vinh tặng chức Hàn lâm viện Đãi chiếu. Năm 1956, ông bị giam ở lao Thừa Phủ vì chống lại ý kiến của Ngô Đình Cẩn. Năm 1956, ông vào Sài Gòn dạy tại Trường Quốc gia Âm nhạc Sài Gòn, làm khoa trưởng lý thuyết các trường đại học Vạn Hạnh, Sài Gòn, Huế. Năm 1960, ông thành lập thêm ở Sài Gòn một Viện Tỳ bà thứ hai và Trung tâm Phục hưng quốc nhạc Việt Nam. Sau khi Mặt trận Dân tộc Giải phóng Miền Nam Việt Nam ra đời (12/1960), ông sang Pháp vận động trí thức Việt Kiều và làm đại diện cho Mặt trận. Năm 1964, cùng với Giáo sư Trần Văn Khê, ông đã làm hai dĩa nhạc Việt Nam cho UNESCO và đoạt giải thưởng đặc hạng. Sau biến cố Tết Mậu Thân (1968) Viện Tỳ Bà bị tàn phá, gia đình ông dời vào Sài Gòn. Năm 1970, ông trở lại Huế làm Giám đốc Trường Quốc gia Âm nhạc Huế, đến 1972. Năm 1970 ông hướng dẫn  đoàn nghệ thuật âm nhạc cổ truyền biểu diễn thành công tại Osaka (Nhật Bản) và được tặng Huân chương văn hoá Bội tinh hạng nhất.
Sau năm 1975 về công tác ở Phân viện nghiên cứu âm nhạc Việt Nam ở thành phố Hồ Chí Minh và năm 1984 được Nhà nước trao tặng danh hiệu Nghệ sĩ ưu tú (ngành ca Huế) đợt đầu tiên trong số 189 nghệ sĩ, nghệ nhân trong cả nước. Ông còn là Phó Chủ tịch Ủy ban Mặt trận Tổ quốc Việt Nam TP.Hồ Chí Minh; Phó Chủ tịch Hội Âm nhạc TP.Hồ Chí Minh.  Gia đình ông thành lập một cơ sở nhỏ chuyên sản xuất các loại đàn cổ rất tinh vi ở quận Phú Nhuận, đồng thời ông cùng người con gái lớn là nhạc sĩ Tuệ Quang mở lớp dạy đàn tranh.
Năm 1990 ông được tặng Huân chương Vì sự nghiệp đại đoàn kết toàn dân, năm 1997 ông được trao tặng Huân chương Độc lập hạng Nhì.
Tên ông đặt cho một đường phố tại Huế.

## Tác phẩm
Tân nhạc
- Quảng đường mai  (1940)
- Xuân xuân  (1947)
- Lửa rừng đêm (1947)
- Thu khói lửa
- Tiếng hát quân Nam
- Ánh dương trời Nam
- Thanh niên đồng tiến
- Chiến đấu đến cùng
- Gọi hồn quê
- Nhịp sống ngày xanh
- Sầu đông
- Chiều thu

(…)
Tác phẩm nghiên cứu:
Về các tác phẩm nghiên cứu và giáo dục gồm có: “Tự học đàn nguyệt  (1940)”, “Vài thiên kiến về âm nhạc (1950)”,  “Bản đàn tranh (1951)”, Nhạc pháp quốc học (1960)”, “Đàn tỳ bà  (1962)”,  “Đàn độc huyền (1962)”   “Đàn nhị huyền (1962)”, “Bài ca Huế (1962)”, “Phương pháp học đàn tranh (1962)”, “Dân ca VN (1961)”.
Năm 1966, thu thanh tài liệu nhạc Huế (nhạc Cung đình và nhạc Phật giáo) cùng với Ca Huế cho cơ quan UNESCO vào dĩa  33 vòng  đặt tên là VIETNAM 1.  Năm 1971, thu thanh VIETNAM 2  do ông cung cấp tài liệu, với sự  trợ giúp của nhạc sĩ  Trần Văn Khê. Năm 1998, cả hai dĩa VN1 và VN2 được hãng đĩa Rounder Records ở Mỹ tái bản dưới hình thức CD.

## Quan điểm
Trả lời phỏng vấn Nguyễn Đắc Xuân phóng viên Tạp chí sông Hương:
Âm nhạc đang phổ biến trên toàn quốc có bốn loại:
a) Nhạc cổ điển Tây Phương rất cao quý, đúng đắn. Nhưng chỉ phục vụ được một thiểu số mà thôi. Thiểu số đó thường là có Tây học;
b) Nhạc thời trang Tây phương phục vụ cho một số đa số chưa được trang bị âm nhạc dân tộc mà lại có tinh thần hướng ngoại;
c) Cái mà người ta thường gọi là Tân nhạc Việt Nam sự thực là nhạc Việt gốc Âu Mỹ. Dùng gam Tây phương, nhạc cụ Tây phương, định lý âm nhạc của Tây phương để nói lên đề tài Việt Nam không khác nào nói tiếng Việt bằng giọng Tây hay giọng người Anh;
d) Nhạc thuần tuý Việt Nam dùng thang âm, điệu thức, phát âm, kỹ thuật diễn xuất (nhấn, nhá, luyến, láy) đặc biệt Việt Nam. Ví dụ như Thi, Ca, Vũ, Nhạc kịch Việt Nam. Đây là một vốn quý của dân tộc được thế giới đề cao. Có một số nhạc sĩ Việt Nam đã biết thừa kế kho tàng âm nhạc truyền thống phục vụ cho những sáng tác mới ví dụ như nhạc sĩ Nguyễn Văn Tý với "Dáng đứng Bến Tre", Đỗ Nhuận với "Trồng Cây Tôi Lại Nhớ đến Người"… Nhưng hiện nay âm nhạc truyền thống cũng bị xuyên tạc ví dụ Cải Lương: vua Quang Trung xuất trận mà thổi kèn Tây, y trang thì lai Tàu, hoá trang lai Tây (bà Trưng có đôi lông nheo chổng ngược…)